# Lawrence W. Butler
Pour les articles homonymes, voir Butler.
Lawrence W. Butler (30 juillet 1908 - 19 octobre 1988) est un artiste américain des effets spéciaux surtout connu pour être l'inventeur de la technique dite du « fond vert ». Il est récipiendaire d'un Oscar des meilleurs effets visuels et fut nommé trois autres fois dans la même catégorie. Il obtient également l'Oscar pour une contribution technique avec Roger Banks en 1976 pour le concept d’un système facilitant le transport des machines électriques et des pellicules.

## Biographie
Son père William J. Butler (en), réalisateur d'effets optiques pour le cinéma, lui apprend le métier. Lawrence se rend en Angleterre au milieu des années 1930 et travaille pour la London Films auprès du réalisateur et producteur hongrois Alexander Korda pour le film Les Mondes futurs (1936), puis sur L'Homme qui pouvait accomplir des miracles (en) (1936) et L'Invincible Armada (1937). 
Il a l'idée novatrice du « procédé à écran bleu » pour les effets spéciaux, qu'il développe avec ses collègues et met en œuvre sur le film Le Voleur de Bagdad (1940) pour lequel il remporte l'Oscar des meilleurs effets visuels. Il retourne ensuite aux États-Unis et à Hollywood et, au fil du temps, est nommé de nouveau aux Oscars en 1942 pour les effets spéciaux du Livre de la jungle (1942).
Il travaille ensuite pour la Warner Bros. et réalise les effets spéciaux de Casablanca (1942). Après la Seconde Guerre mondiale, il travaille pour la Columbia Pictures sur, entre autres, Gilda (1946), La Dame de Shanghai (1947) et Ouragan sur le Caine (1954). Il se retire en 1973 après avoir travaillé sur son dernier film, Tuez Charley Varrick ! (1973)

## Filmographie
- 1936 : Les Mondes futurs
- 1936 : L'Homme qui pouvait accomplir des miracles (en)
- 1937 : L'Invincible Armada
- 1940 : Le Voleur de Bagdad
- 1942 : Le Livre de la jungle
- 1942 : Casablanca
- 1946 : Gilda
- 1947 : La Dame de Shanghai
- 1954 : Ouragan sur le Caine
- 1973 : Tuez Charley Varrick !